# DCI-P3
DCI-P3 (или DCI/P3) — цветовое пространство, используемое в цифровых кинотеатрах. Охватывает большую часть спектра естественного происхождения (85,5 % в CIE 1931; 86,9 % в CIE 1976 u’v’) с наиболее различимой нехваткой цветов в зелено-голубой части диапазона. Покрываемый участок спектра, доступный для зрения человека (CIE 1931 45,5 %; CIE 1976 41,7 %), примерно так же хорош, как в Adobe RGB (в котором 45,2 % и 38,7 % соответственно), хотя и слегка сдвинут в сторону красного. Основной синий цвет тот же, что и в стандартных sRGB и Adobe RGB. Красный цвет — монохроматический свет с длиной волны 615 нм.
DCI-P3 было разработано организацией Digital Cinema Initiatives (DCI) и опубликовано в стандарте SMPTE RP 431-2:2011 «D-Cinema Quality — Reference Projector and Environment».
В качестве первого шага в направлении его реализации планируется использовать его значительно шире стандарта BT.2020: ожидается принятие в системах телевещания, а также в домашнем кинотеатре, но пока что контент ограничен только цифровыми кинотеатрами и не доступен для обычных пользователей.
В октябре 2015 года Apple представила первые компьютеры iMac, дисплеи которых поддерживают цветовой профиль DCI-P3. После этого другие устройства Apple получили поддержку DCI-P3. Среди них MacBook Pro, MacBook Air, iMac Pro, iPad Pro. Модели iPhone новее iPhone 6s.
В феврале 2017 года Samsung Electronics выпустила пресс-релиз о том, что их новый QLED-телевизор является первым телевизором, имеющим охват в 100 % DCI-P3 (согласно тестам, проведенным ассоциайцией Verband Deutscher Elektrotechniker).